# Dematerialisatie
Het begrip dematerialisatie wordt gebruikt om een verschuiving aan te geven van het bezit van een fysiek object naar het eigendomsrecht op de intrinsieke waarde van het object. In het bankwezen gebruikt om aan te duiden dat waardestukken niet meer in tastbare vorm bestaan, maar alleen in girale, dat wil zeggen "abstracte" vorm. In de economie zien we ook een verschuiving van de verkoop van objecten, zoals CD's, en DVD's, naar het afnemen van muziek en filmdiensten.

## Diensteneconomie
Door de toename van de welvaart in een maatschappij waarin alles voorhanden is, is er een verminderde behoefte om zaken te bezitten. Bij de mogelijkheid om steeds meer te kunnen ervaren is het bezit van zaken om die ervaringen mogelijk te maken een steeds groter wordende last. Dat maakt dat de industriële economie verandert in een diensteneconomie. Er is een toenemende vraag vanuit consumenten om bepaalde zaken uit te laten besteden. 

### Leasing
Het bezit van een wagen met heel veel vaste kosten is minder noodzakelijk als autodelen en (private) leasing beschikbaar komt. Dit geeft meer flexibiliteit.

## Digitalisering
Dematerialisatie neemt een grote vlucht in die onderdelen van de economie die te digitaliseren zijn. Dat zijn dan zaken als geschreven tekst, zoals de krant of boeken, en beeld en geluid, zoals film en tv-serie diensten. Maar ook niet digitale dematerialisatie vindt plaats zoals het toenemende gebruik van huurfietsen, of de 'experience economy' met b.v. escaperooms.

## Bankwezen: naam of toonder
In het bankwezen is de hoeveelheid fysiek geld al jaren aan het dalen. Ook effecten zijn steeds minder een fysiek document. Historisch beschouwd kunnen effecten op naam zijn gesteld; dan is de naam van de eigenaar erop vermeld. Zij kunnen echter ook aan toonder luiden; in dat geval kan iedereen die de effecten inbrengt ("toont"), ze te gelde maken.

### Overheidsbesluit in België
De Belgische regering heeft beslist om vanaf 1 januari 2008 toondereffecten niet meer in de fysieke, papieren vorm te laten bestaan. Dit betekent dat al die effecten voortaan enkel nog in de computersystemen van banken voorkomen; zij zijn een vorm van informatie geworden, en vertegenwoordigen tegelijkertijd uiteraard een waarde. Deze maatregel heeft een aantal voordelen. Zo wordt het handelsverkeer erdoor sterk vergemakkelijkt. Tevens wordt het moeilijk om fraude te plegen, nog versterkt door de internationale uitwisseling van fiscale gegevens.